# Nikolaï Katanov
Nikolaï Fjodorovich Katanov (en russe : Николай Фёдорович Катанов), né le 18 mai 1862 près d'Askis (en) et mort le 10 mars 1922 à Kazan, est un éthnographe, linguiste et turcologue russe.
D'origine sagaj (de)-turque, il a enseigné à l'université fédérale de Kazan. Ses récits de voyage apportent, entre autres, d'importantes contributions à la connaissance du chamanisme.
L'université d'État de Khakassie (en) à Abakan porte son nom.